# Kloster Trostadt

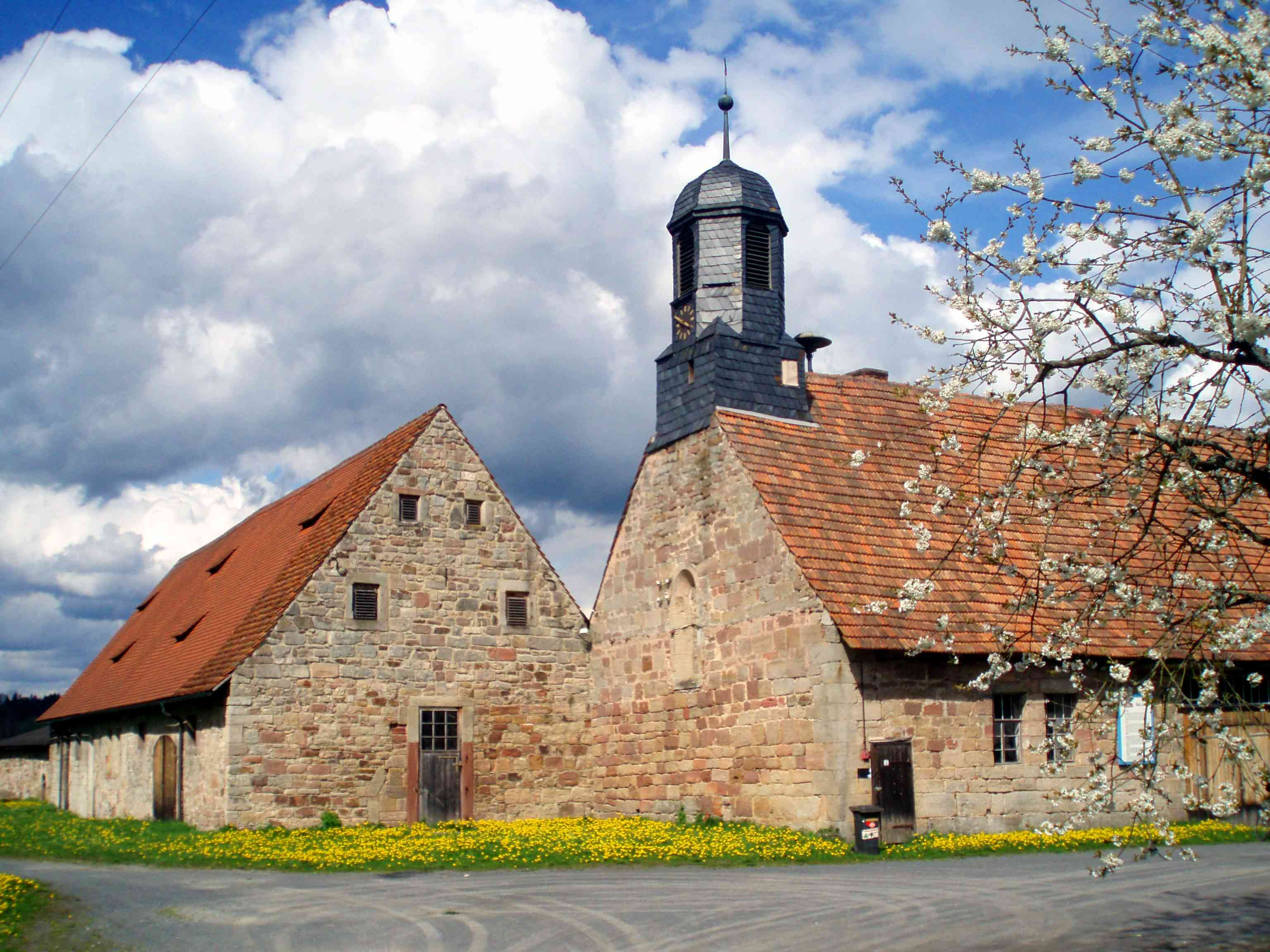
Kloster Trostadt

Das ehemalige Kloster Trostadt – auch Neuzelle genannt – war ein Chorfrauenkloster des Prämonstratenserordens, dessen bauliche Überreste in Trostadt, Ortsteil der Gemeinde Reurieth im Landkreis Hildburghausen in Thüringen, aufzufinden sind.

## Lage
Kloster Trostadt und der heutige Ort Trostadt befinden sich am Oberlauf der Werra, etwa sieben Kilometer westlich der Kreisstadt Hildburghausen. Der Ort liegt am westlichen Talrand, schon in hochwassergefährdeter Lage, kaum zwei Meter über der Flussaue der Werra. Einige der im Ort vorhandenen Gebäude stammen noch aus der Zeit des ehemaligen Klosters, doch sind von den Sakralbauten nur noch wenige Reste erhalten.

## Geschichte
Die Grafen von Henneberg wurden seit 1130 Förderer des Prämonstratenser-Ordens in Thüringen und ermöglichten 1131, auch durch großzügige Spenden, die Gründung eines Doppelklosters im Ort Veßra. Als „Gegenleistung“ wurde Kloster Veßra zum Hauskloster der Grafen bestimmt und ab 1182 auch zu deren Grablege benutzt. Kloster Veßra wurde 1138 durch den Bamberger Bischof Otto II. geweiht.
Ein 1175 im Klostergelände Veßra ausgebrochener Brand wurde von der Ordensleitung zum Anlass genommen, das in Veßra vorhandene Doppelkloster aufzuheben und für die Chorfrauen eine räumlich getrennte Niederlassung zu gründen. Für dieses neue Ordenshaus wurde der Platz der bereits bestehenden Siedlung Trostadt gewählt, etwa drei Kilometer östlich von Veßra. Wahrscheinlich lag dort bereits ein zum Kloster gehöriger Wirtschaftshof, denn schon 795 wurde urkundlich ein Gut in Trosnastete verzeichnet.
Diese Neugründung wurde in der Kurzform Neuzelle genannt und diente nun als Witwenheim und Ausbildungsort des henneberger Adels.
Das Kloster Trostadt stand unter dem Schutz der Henneberger Grafen, es wurde in kirchlichen Angelegenheiten vom Abt des Klosters Veßra vertreten. Die Prämonstratenser-Chorfrauen kamen durch Stiftungen und Schenkungen zu zahlreichen Gütern und Grundstücken im Henneberger Land. 1244 zerstörte ein erneuter Brand, diesmal in den Mauern von Kloster Trostadt, die bisher geleistete Aufbauarbeit.
Ab Mitte des 14. Jahrhunderts musste gegen die Chorfrauen wegen nachlassender Klosterzucht Strafen verhängt werden. Gleichzeitig nutzen die Henneberger Grafen gerne die Ersparnisse des Klosters um eigene Schulden begleichen zu können, als Sicherheiten und mit oft geringerem Gegenwert erhielt das Kloster weitere Grundstücke und Nutzungsrechte übereignet.
Als die Unruhen des Bauernkrieges auch auf das Werratal übergriffen wurde auch das Kloster Trostadt evakuiert, alle Chorfrauen flüchteten sich in die Stadt Schleusingen und der Klosterschatz gelangte in die schützenden Mauern der nahen Bertholdsburg. Vorsorglich wurde auch eine eigens vom Grafen beauftragte Wachmannschaft nach Trostadt in Marsch gesetzt, sie sollte das Klostergelände vor Plünderungen und Verwüstungen schützen, unglücklicherweise fanden diese Söldner dort eine große Anzahl gefüllter Bierfässer. An Stelle der Bauern-Haufen trafen Plünderer aus Themar und einigen Nachbardörfern am Kloster ein, nachdem sie vom Abzug der Chorfrauen erfahren hatten und nun „herrenloses Gut“ erbeuten wollten. Die Schutztruppe der Trunkenbolde soll hierbei keine Hand gerührt haben, doch hielten sich die Zerstörungen in Trostadt in Grenzen. Nach der Niederlage der Bauern nahmen die Chorfrauen ihr Kloster Trostadt wieder in Besitz.
Die nächste Bedrohung kam unerwartet, da nun auch noch ihr Schutzvogt, Graf Georg Ernst von Henneberg-Schleusingen (1511–1583) im Jahre 1544 zum Protestantismus übergetreten war.
Im Verlauf des Zweiten Markgräflerkrieges wurde Kloster Trostadt 1579 abermals überfallen, die letzten Chorfrauen verließen nun endgültig, mit Zustimmung ihres Bischofs das Henneberger Gebiet.
Aus dem säkularisierten Kloster wurde ein Gutshof geschaffen. Eine Fortsetzung der Tradition als Bildungsstätten erfuhren die Klöster Veßra und Trostadt mit dem 1577 in Schleusingen gegründeten Hennebergischen Gymnasium.